# Resolutie 393 Veiligheidsraad Verenigde Naties
Resolutie 393 van de Veiligheidsraad van de Verenigde Naties werd op 30 juli 1976 aangenomen. Veertien VN-Veiligheidsraadsleden stemden voor, terwijl de Verenigde Staten zich onthielden.

## Achtergrond
Al in 1968 was het mandaat van Zuid-Afrika over Namibië beëindigd, maar het eerstgenoemde land weigerde het gebied op te geven. De blijvende aanwezigheid werd in resolutie 310 veroordeeld als een illegale bezetting, en er werd middels resolutie 418 een wapenembargo ingesteld. De landen die aan Namibië grensden en de Namibische onafhankelijkheidsbewegingen steunden werden door Zuid-Afrika geïntimideerd met aanvallen.

## Inhoud
De Veiligheidsraad:
- Neemt nota van de brief van Zambia.
- Heeft de verklaring van de Zambiaanse Minister van Buitenlandse Zaken overwogen.
- Is erg bezorgd over de talloze Zuid-Afrikaanse gewelddaden die de soevereiniteit, het luchtruim en de territoriale integriteit van Zambia schenden met onschuldige doden, vernieling en gewonden tot gevolg en de aanval op 11 juli die resulteerde in 24 onschuldige doden en 45 gewonden.
- Is erg bezorgd dat Zuid-Afrika het grondgebied van Namibië gebruikt om buurlanden aan te vallen.
- Erkent de wettigheid van de strijd van het Namibische volk om hun land van de illegale bezetting door Zuid-Afrika te bevrijden.
- Is ervan overtuigd dat de verergerende situatie in Zuidelijk Afrika de internationale vrede en -veiligheid bedreigd.
- Denkt aan de noodzaak om stappen te ondernemen tegen bedreigingen van de internationale vrede en -veiligheid.
- Herinnert aan resolutie 300 die Zuid-Afrika opriep de soevereiniteit en territoriale integriteit van Zambia te respecteren.
- Denkt eraan dat de lidstaten geen dreigementen of geweld mogen gebruiken tegen de territoriale integriteit of onafhankelijkheid van enig ander land.

1. Veroordeelt de aanval van Zuid-Afrika op Zambia.
2. Eist dat Zuid-Afrika de onafhankelijkheid, soevereiniteit, het luchtruim en de territoriale integriteit van Zambia respecteert.
3. Eist dat Zuid-Afrika Namibië niet langer als uitvalsbasis gebruikt voor aanvallen op Zambia en andere Afrikaanse landen.
4. Huldigt Zambia en andere landen op de frontlinie voor hun steun aan het Namibische volk.
5. Verklaart dat de bevrijding van Namibië en Zimbabwe en de afschaffing van de apartheid in Zuid-Afrika noodzakelijk zijn voor de vrede in de regio.
6. Verklaart verdere stappen te ondernemen bij verder Zuid-Afrikaans geweld tegen Zambia.

## Verwante resoluties
- Resolutie 385 Veiligheidsraad Verenigde Naties
- Resolutie 387 Veiligheidsraad Verenigde Naties
- Resolutie 428 Veiligheidsraad Verenigde Naties
- Resolutie 431 Veiligheidsraad Verenigde Naties

Lijst ·  385 ·  386 ·  387 ·  388 ·  389 ·  390 ·  391 ·  392 ·  393 ·  394 ·  395 ·  396 ·  397 ·  398 ·  399 ·  400 ·  401 ·  402